# Tesera
Tesera (množina: teser, latinsko tessera, iz starogrške τέσσαρες téssares za ’štiri’) je posamezna ploščica, običajno oblikovana v obliki kocke, ki se uporablja pri ustvarjanju mozaika. Znana je tudi kot abaciskus ali abaculus.

## Zgodovinska tesera
Najstarejše znane tesere so iz 3. tisočletja pred našim štetjem, odkrite v starodavnem mestu Šahdad v provinci Kerman v Iranu.
V zgodnji antiki so mozaiki nastali iz naravno oblikovanih barvnih prodikov. Od približno 200 pred našim štetjem so v helenistično-grških mozaikih uporabljali rezane kamnite tesere. Veliko ohranjenega gradiva iz helenističnega obdobja je mogoče najti v mozaikih iz Delosa v Grčiji iz konca 2. stoletja pred našim štetjem. V 2. stoletju pred našim štetjem so bili izdelani tudi antični rimski dekorativni mozaični paneli in talni mozaiki, zlasti v mestih, kot so Pompeji. Marmor ali apnenec so razrezali na majhne kocke in jih razporedili v reprezentativne oblike in geometrijske vzorce.
Kasneje so tesere izdelovali iz barvnega ali prozornega stekla, podloženega s kovinskimi folijami. Bizantinci so uporabljali tesere z zlatim listom, v tem primeru je bilo steklo bolj ravno, z dvema kosoma stekla, ki sta bila zlato obarvana. To je ustvarilo zlati odsev med teserami in njihovo sprednjo stranjo, kar je povzročilo veliko bogatejši in svetleč učinek, kot bi ga ustvaril celo navaden zlati list.

## Sodobna tesera
Vitreous glass
To so industrijsko izdelane steklene ploščice enakomerne oblike in velikosti, s polno barvo ter zrnasto strukturo, zaradi tega v niansah  malenkostno odstopa od osnovnega barvnega tona. Narejene so tako, da se staljeno steklo vlije v pladnje in segreva. Na spodnji strani je narejen odtis utorov za pomoč pri oprijemanju cementa pri pritrditvi. Ker je površina stekla ravna, je primeren za pohodne in ravne površine. Primeren tudi za zunanjo uporabo
Keramične ploščice
To je najcenejši material in je glaziran ali neglaziran. Glazirane keramične ploščice imajo barvo nanešeno na vrhu gline in nato v peči zapečene na visoki temperaturi. Neglazirana različica ima barvo pomešano v mokro glino, tako da barva steče skozi. Razlikujejo se po velikosti.
Smalti
To je klasičen mozaični material. Je steklo narejeno posebej za izdelavo mozaikov. Imenujejo ga tudi beneško steklo. Zmletemu kremenu dodajo kalijev karbonat ter magnezij ali svinec za večjo trdnost in za barve različne kovinske okside. Obdelava v talilni peči traja 12 ur pri temperaturi 1200 - 1500 ° C. Rezultat obdelave so približno 15 cm veliki kosi stekla, ki jih nato razlomijo na cca. 1x2 cm velike pravokotne kose. Smalti je cenjen zaradi čiste in bistre površine, neprosojnosti ter množice različnih nians vseh barv. Je klasičnega izgleda in drag.
Zaradi njihovega nepravilnega zaključka je čudovit odsev svetlobe in ta material je najbolje uporabiti neposredno v cement. Proizvaja se v Benetkah, prodaja pa se po barvi in teži. 
Zlat smalti
Ta ploščica je izdelana iz pravega zlatega ali srebrnega lista, ki je med dvema steklenima steklena in dvakrat žgana v peči, da se vdela v kovino.
Ogledalo
Ogledalo doda mozaik veliko globino in iskrivost. Je poceni, saj gre za ostanke pri rezanju stekla in so  pogosto brezplačni. Uporabi se zrcalno lepilo, saj se s tem zaščiti srebro na zadnji strani ogledala.
Vitraj
Vitraj je znan po svojih prosojnih lastnostih tudi v neprozorni obliki. Na voljo so kot veliki listi, ki jih lahko razrežemo na manjše delčke s steklenim rezalnikom. Lahko nudi območja večjih kosov teser za raznolikost in kontrast.
Keramične ploščice za dom in porcelan
Barve in površine so neomejene in lahko dodajo teksturo in kontrast mozaičnemu delu, zlasti v tehniki, znani kot trencadís ali pique assiette (vrsta mozaika, narejen iz zlomljenih ploščic in zlomljene kitajske posode – porcelana).